# Pottsville Maroons

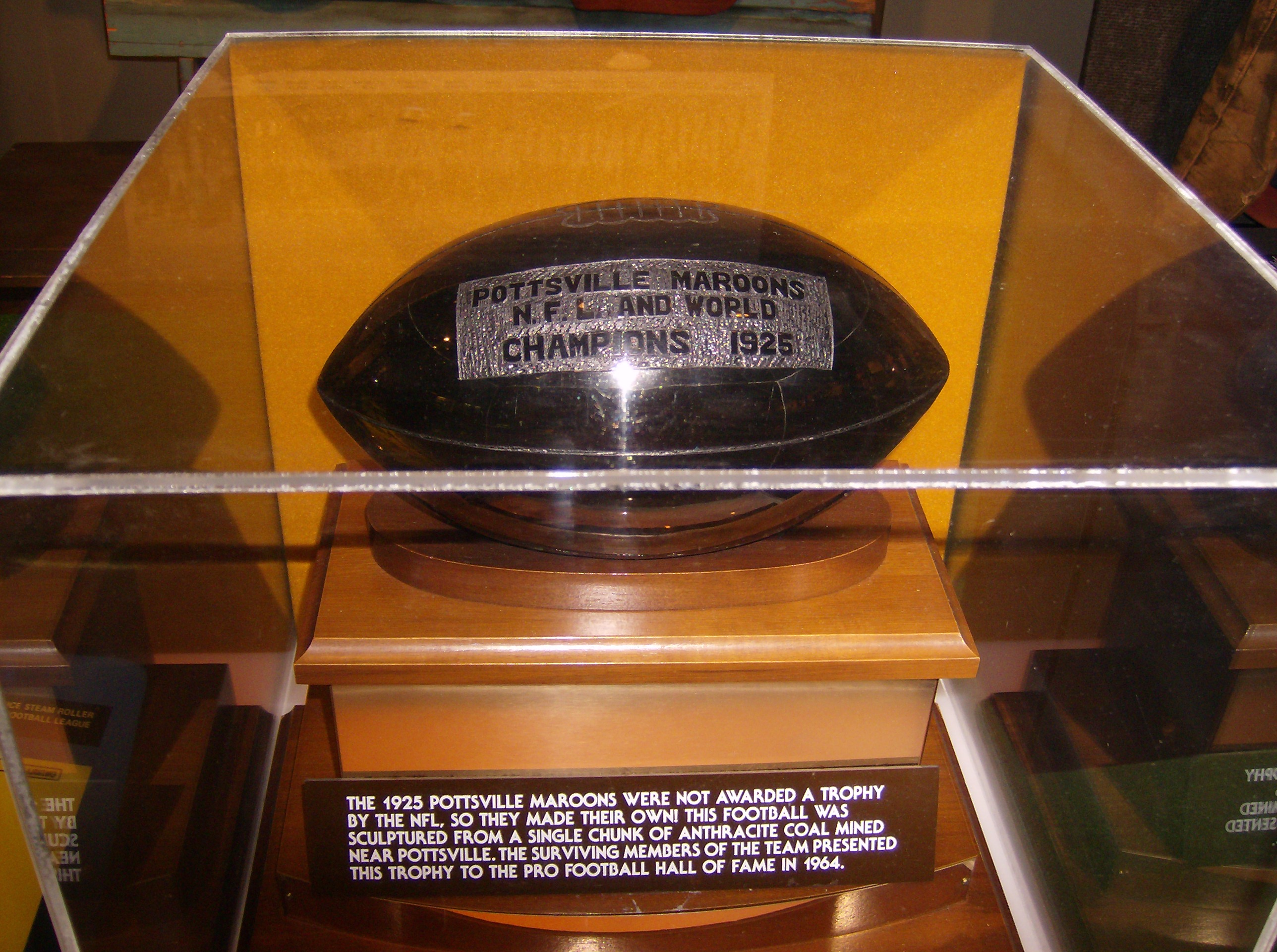
Selbst hergestellte Trophäe zum Sieg der Meisterschaft 1925

Die Pottsville Maroons sind eine American-Football-Mannschaft die in den Jahren 1925 bis 1928 und 1929 als Boston Bulldogs in der National Football League spielte.

## Geschichte

### Bis 1924
Nach dem Ersten Weltkrieg formte sich in Pottsville (Pennsylvania) eine American-Football-Mannschaft unter dem formellen Namen „Pottsville Eleven“. Das Team spielte gegen Mannschaften aus benachbarten Städten der Kohleregion Pennsylvanias. Im Sommer 1922 gab sich das Team eine festere Organisation mit Frank Schoeneman als Manager, Harold Kingsbury als Schriftführer und Irvin Heinz als Präsident. Gespielt wurde im Minersville Park im benachbarten Minersville. Dem Management gelang es talentierte College-Spieler wie Carl Beck und Stan Cofall ans Team zu binden. Die übrigen Spieler stammten aus der Umgebung. Das Jahr 1922 verlief noch durchwachsen. Vier Siegen standen fünf Niederlagen und zwei Unentschieden gegenüber. Im folgenden Jahr konnte das Team seine Leistung weiter steigern und gewann von 12 Spielen sieben.
1924 übernahm der Arzt John G. Striegel (1885–1969) das Team. Da die bei einem lokalen Händler gekauften Trikots braun waren, benannte sich das Team fortan „Pottsville Maroons“. Striegel organisierte mit Teams aus benachbarten Städten eine eigene Liga, die Anthracite League. Striegel gelang es dafür Spieler von Mannschaften der National Football League abzuwerben. Als Trainer verpflichtete er Stan Cofall. Die so verstärkte Mannschaft konnte 12 der 14 Saisonspiele gewinnen und wurde am Ende der Saison zum Meister der Anthracite League ernannt.

### NFL 1925
Da sich die Anthracite League nach der Saison wieder auflöste, beschloss Striegel 1925 in der National Football League zu starten. Trotz der Nähe zu Philadelphia und den konkurrierenden Yellow Jackets sowie des kleinen Stadions erfolgte die Aufnahme des Teams. Man bot damit Auswärtsteams die Möglichkeit samstags (wegen des Sonntagsspielverbotes in Philadelphia) gegen die Yellow Jackets und sonntags gegen die Maroons zu spielen.
Das Team starte gut in die Saison und hatte Ende November 1925 von elf Liga-Spielen neun gewonnen und zwei verloren. Die Saison kulminierte im Spiel am 6. Dezember 1925 der Maroons bei den Chicago Cardinals mit einer Bilanz von neun Siegen, einer Niederlage und einem Unentschieden. Die Maroons gewannen das Spiel mit 21:7. Damit reklamierten die Pottsville Maroons die NFL-Meisterschaft für sich.
Striegel beanspruchte auf Grund dessen sowie des Sieges gegen die Frankford Yellow Jackets für die Maroons das Recht auf das jährliche Spiel gegen das All-Star-Team der University of Notre Dame. Dieses Spiel war finanziell sehr lukrativ, die Mannschaft aus South Bend wollte mit zahlreichen bekannten Collegefootballstars wie Harry Stuhldreher oder Elmer Layden auflaufen, und dies hätte hohe Zuschauereinnahmen für das Team aus Pottsville versprochen. Als Spielort wurde der Shibe Park in Philadelphia gewählt, da der Minersville Park zu klein war. Damit gerieten sie jedoch in Konflikt mit den Gebietsrechten der Frankford Yellow Jackets. Trotz mehrfacher Warnung von NFL-Präsident Joe Carr trugen die Pottsville Maroons ihr Spiel gegen die Notre-Dame-Auswahl am 12. Dezember 1925 aus, obwohl am gleichen Tag die Mannschaft aus Frankford ein Heimspiel hatte. Der erhoffte finanzielle Erfolg des Spiels der Maroons gegen Notre Dame lag wegen geringer Zuschauerzahlen unter den Erwartungen. Die Pottsville Maroons wurden von Carr, wie angekündigt, vom weiteren Spielbetrieb suspendiert und das Franchise für ungültig erklärt.
Im Vorfeld der Saison 1925 hatten sich die Teams auf den 20. Dezember als letztmöglichen Spieltag geeinigt. Alle anderen Spiele danach waren als Freundschaftsspiele zu werten. Die Chicago Cardinals hofften auf ein Spiel gegen die Chicago Bears mit dem damaligen Superstar Red Grange und versuchten deshalb durch weitere gewonnene Spiele, das entsprechende Interesse zu wecken. Es wurden deshalb noch weitere Spiele gegen Liga-Teams vereinbart. Außerdem war dem Teameigner der Cardinals, Chris O’Brien, klar, dass er mit weiteren Siegen erneut an den Maroons vorbeiziehen konnte. Da viele Teams jedoch schon ihren Spielbetrieb eingestellt hatten, liefen die vertraglich gebundenen Teams mit einer zweitklassigen Mannschaft oder wie im Falle der Milwaukee Badgers verbotener Weise mit High-School-Spielern auf. Die Cardinals gewannen die beiden durchgeführten Spiele und beendeten die Saison mit elf Siegen, zwei Niederlagen und einem Unentschieden. Damit waren die Cardinals rechnerisch die bessere Mannschaft.
In der Sitzung der Teameigner im Februar 1926 bestätigten die Eigner die Suspendierung der Maroons. Eine Verleihung der Meisterschaft an die Cardinals unterblieb jedoch, da O’Brien die Meisterschaft „nicht akzeptierte“. Damit wurden die Formalitäten zur Benennung eines Meisters für 1925 nicht erfüllt und wurden auch später nicht wiederholt. 1963 entschieden die Teameigner die Meisterschaft zugunsten der Cardinals zu werten.
Diese kontroverse Entscheidung um die Meisterschaft 1925 führt bis heute zu verschiedensten Reaktionen und Aktionen, um die Anerkennung der Pottsville Maroons als NFL-Meister zu erreichen. Durch die Teameigner wurde letztmalig 2003 mit 30 zu 2 Stimmen entschieden, sich nicht weiter mit der Meisterschaftswertung zu beschäftigen. In Pottsville wird die Tradition und die Erinnerung an die Meisterschaft 1925 lebendig gehalten.

### NFL 1926 bis 1929
Ebenfalls beim NFL-Meeting im Februar 1926 verkündeten Red Grange und sein Manager C. C. Pyle, dass sie planen eine neue, im Yankee Stadium in New York spielende, Mannschaft aufzustellen. Da der Eigner der New York Giants, Tim Mara, gegen diese Konkurrenz war, verweigerte die Liga dem Vorhaben ihre Zustimmung. Grange und Pyle gründeten deshalb mit der American Football League (AFL) eine konkurrierende Liga.
Um der Konkurren-Liga zu begegnen und eine Abwanderung der Maroons zur AFL verhindern, wurde die Maroons am 10. Juli 1926 wieder in die NFL aufgenommen und das Franchise wieder aktiviert. Die Saison 1926 entwickelte sich zu einem Dreikampf zwischen den Maroons, den Frankford Yellow Jackets und den Chicago Bears. Ende November 1926 führten die Yellow Jackets mit zwölf Siegen vor den Bears mit elf Siegen und den Maroons mit zehn Siegen. Während die Yellow Jackets im Dezember noch zwei der drei durchgeführten Spiele gewannen und sich damit die Meisterschaft sicherten, gewannen die Bears noch ein weiteres Spiel und die Maroons konnten keines der beiden durchgeführten Spiele für sich entscheiden. Am Ende der Saison wurden sie damit Dritte.
In der Saison 1927 wurde erstmals ein negativer Rekord aufgestellt. Von den dreizehn Spielen konnte nur fünf gewonnen werden. 1928 wurden von zehn Spielen nur zwei gewonnen, obwohl sich im Team drei spätere Hall-of-Famer befanden.
Da sich die Finanzierung des Teams immer schwieriger gestaltete, verpachtete Striegel das Franchise an den aus Boston stammenden Spieler George Kenneally. Auf Grund einer Gesetzesänderung war es nunmehr möglich am Sonntag Footballspiele in Boston auszutragen. Kenneally wollte deshalb den Versuch unternehmen, in Boston eine Mannschaft zu etablieren. Dafür erhielt er auch das Recht das Franchise zu erwerben. Kenneally organisierte gemeinsam mit Eddie Morris das Team. Als Spielort wurde das Braves Field vertraglich gebunden. Zwei Heimspiele fanden im Minersville Park statt. Das Team gewann vier von acht Spielen. Der Zuschauerzuspruch entsprach jedoch nicht den Erwartungen, so dass das Franchise nicht gewinnbringend betrieben werden konnte und zu Ende der Saison eingestellt wurde.

## Uniform
Das Team spielte in braunen Jerseys mit gelben Ziffern. Als Boston Bulldogs spielten sie in braunen Jerseys mit weißen Schultern und weißen Ziffern. Die Socken waren ab 1927 rot-gelb gestreift.

## Statistik
| Saison             | Liga               | Siege              | Niederlagen        | Unentschieden      | Punkte erzielt     | Punkte zugelassen  | Platzierung        | Headcoach          |
| Pottsville Maroons | Pottsville Maroons | Pottsville Maroons | Pottsville Maroons | Pottsville Maroons | Pottsville Maroons | Pottsville Maroons | Pottsville Maroons | Pottsville Maroons |
| ------------------ | ------------------ | ------------------ | ------------------ | ------------------ | ------------------ | ------------------ | ------------------ | ------------------ |
| 1922               |                    | 4                  | 5                  | 2                  | 58                 | 102                |                    |                    |
| 1923               |                    | 7                  | 3                  | 2                  | 226                | 35                 |                    |                    |
| 1924               | Anthracite League  | 12                 | 1                  | 1                  | 303                | 17                 | 1. (von 5)         | Stan Cofall        |
| 1925               | NFL                | 10                 | 2                  | 0                  | 270                | 45                 | suspendiert        | Dick Rauch         |
| 1926               | NFL                | 10                 | 2                  | 2                  | 155                | 29                 | 3. (von 22)        | Dick Rauch         |
| 1927               | NFL                | 5                  | 8                  | 0                  | 80                 | 163                | 8. (von 12)        | Dick Rauch         |
| 1928               | NFL                | 2                  | 8                  | 0                  | 74                 | 134                | 8. (von 10)        | Pete Henry         |
| Boston Bulldogs    |                    |                    |                    |                    |                    |                    |                    |                    |
| 1929               | NFL                | 4                  | 4                  | 0                  | 98                 | 73                 | 5. (von 12)        | Dick Rauch         |

## Mitglieder in der Pro Football Hall of Fame
| Pottsville Maroons Hall of Famers | Pottsville Maroons Hall of Famers | Pottsville Maroons Hall of Famers | Pottsville Maroons Hall of Famers |
| Name                              | Position                          | Spielzeit                         | Aufnahme in die HOF               |
| --------------------------------- | --------------------------------- | --------------------------------- | --------------------------------- |
| Pete Henry                        | Offensive Tackle                  | 1924, 1927–1928                   | 1963                              |
| Walt Kiesling                     | Guard, Defensive Tackle           | 1928                              | 1966                              |
| John McNally                      | Quarterback                       | 1928                              | 1963                              |

## Namhafte Spieler
- Jack Ernst; Halfback, Quarterback; spielte von 1925 bis 1929 für die Pottsville Maroons/Boston Bulldogs
- Gus Sonnenberg; Tackle; spielte 1924 für die Pottsville Maroons
- Russ Hathaway; Tackle, Guard, Kicker; spielte 1925 bis 1926 für die Pottsville Maroons
- George Kenneally; End; spielte 1926 bis 1929 für die Pottsville Maroons/Boston Bulldogs
- Duke Osborn; Guard, Center; spielte 1925 bis 1928 für die Pottsville Maroons
- Herb Stein; Guard, Center; spielte 1925 bis 1928 für die Pottsville Maroons
- Russ Stein; Offensive Line; spielte 1925 für die Pottsville Maroons